# Pelegrina Pastorino
Pelegrina Pastorino, nota anche con lo pseudonimo di Pèle (Genova, 1902 – Buenos Aires, 1988), è stata una giornalista di moda e attivista femminista italiana naturalizzata argentina.

## Biografia
Nasce a Palazzo Pastorino,  uno degli esempi più importanti dell'opera del famoso architetto italiano Gino Coppedè(1866 - 1927), massimo esponente dell'Art Nouveau, situato in Via Bartolomeo Bosco a Genova. Il Palazzo fu costruito per la ricca famiglia Pastorino e si trova a Portoria, nel centro di Genova. 
Arriva in Argentina con la sua famiglia in tenera età, e una volta raggiunta la maturità viene inviata dalla famiglia in Italia per finire gli studi; studia moda, belle arti presso l'Accademia di Belle Arti di Brera di Milano. Ha sposato lo scrittore ed educatore Nicolás Barrios-Lynch.

## Attività giornalistica

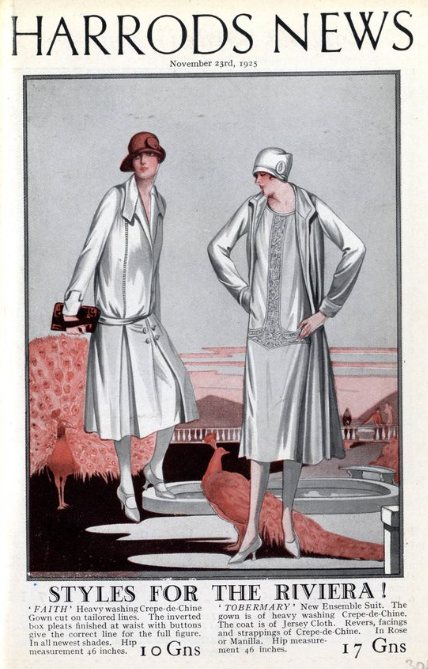
copertina di Harrods News

Inizia come modella e addetta alle pubbliche relazioni per l'azienda britannica Harrods, ideando spot pubblicitari di moda e ritratti che promuovono l'uguaglianza delle donne. Ha introdotto i pantaloni da donna in Argentina e ha preso parte a spot pubblicitari per l'azienda di sigarette Primeros  di proprietà dell'uomo d'affari greco-argentino Aristotele Onassis.
Inizia a lavorare come segretaria personale di Maria Rosa Olivier fondatrice della rivista letteraria Sur, andata in stampa dal 1931 al 1992, con una impostazione antinaziata, antifascista e antifranchista e successivamente antiperonista. Il suo lavoro di traduttrice le consente di pubblicare sulla rivista testi che contribuiscono alla sensibilizzazione in Argentina su temi della parità e della partecipazione delle donne al mondo del lavoro.  È stata inoltre componente del gruppo Florida, gruppo di avanguardia artistico letterario argentino ed è stata molto attiva nel movimento internazionale per i diritti delle donne durante gli anni '30 e '40.

## Lavoro umanitario
Durante la Seconda guerra mondiale prende parte al lavoro umanitario del salvataggio di donne e bambini in fuga dall'Europa occupata dai nazisti, trovando loro case in Argentina, Uruguay e Brasile. Partecipa anche al programma di formazione dei rifugiati della Croce Rossa Internazionale e dell'UNESCO.